# Great Ape Project
Great Ape Project (GAP) – międzynarodowa organizacja założona w 1994 roku przez Petera Singera i Paola Cavalieri, skupiająca prymatologów, antropologów, etyków i innych specjalistów. Głównym celem inicjatywy jest uchwalenie międzynarodowej deklaracji praw małp człowiekowatych (Hominidae), gwarantującej im prawo do życia, prawo do wolności oraz wolność od tortur. Według spisu sporządzonego przez organizację w samych Stanach Zjednoczonych w zamknięciu trzymanych jest obecnie 3100 człowiekowatych, z czego 1280 używa się w badaniach biomedycznych.

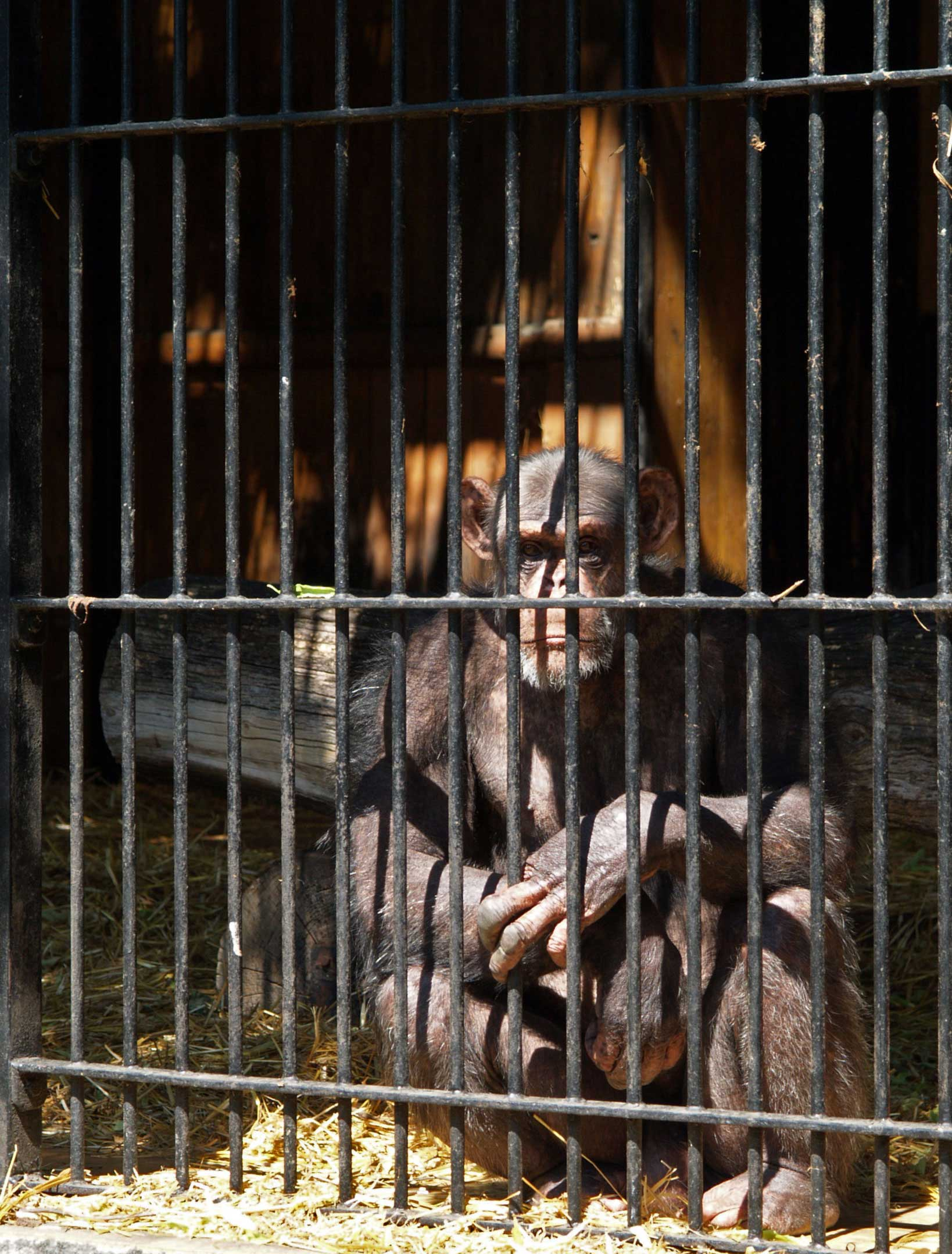
Szympans w zoo

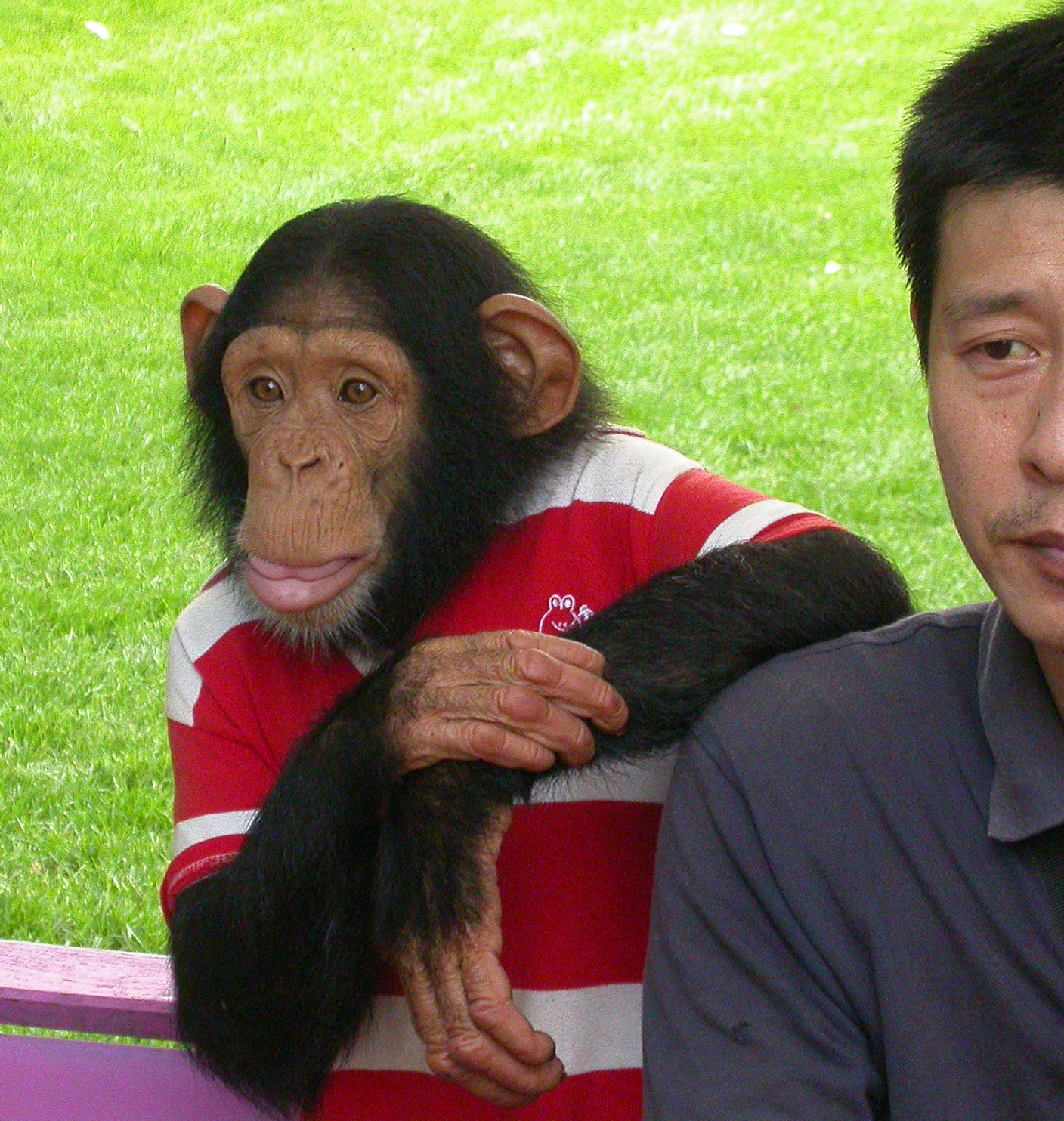

## Przesłanki etyczne
Członkowie organizacji wskazują, że człowiekowate przejawiają wiele cech, którymi zwykło się motywować moralną istotność ludzi. Przykładowo posiadają świadomość własnego istnienia w czasie. Są inteligentne, zdolne do refleksji, głębokich przeżyć emocjonalnych i urozmaiconych zachowań społecznych. Potrafią się także porozumiewać za pomocą języka migowego. Według organizacji, spełniają kryterium osoby, a różnica między wielkimi małpami a ludźmi jest różnicą stopnia, nie rodzaju, wobec tego diametralnie różne traktowanie ludzi i małp jest bezzasadnym szowinizmem gatunkowym.

## Treść deklaracji
Deklaracja praw człowiekowatych obejmuje trzy postulaty.

### Prawo do życia
Życie wszystkich człowiekowatych podlega ochronie, która może zostać zniesiona tylko w skrajnych sytuacjach, takich jak samoobrona.

### Prawo do wolności
Wielkie małpy mają prawo do życia w naturalnym środowisku. Te zaś, które żyją poza nim, muszą mieć zapewnione komfortowe warunki, kontakt z innymi przedstawicielami gatunku oraz wolność od komercyjnej eksploatacji.

### Wolność od tortur
Celowe zadanie fizycznego lub psychicznego cierpienia człowiekowatym jest torturą zabronioną prawem.

## Znani działacze
- Richard Dawkins
- Peter Singer
- Jane Goodall